# 41-я пехотная дивизия (Российская империя)
41-я пехотная дивизия — пехотное соединение в составе Русской императорской армии.
Штаб дивизии: 1903: Витебск, 1913: Казань. Входила в 16-й армейский корпус.

## История дивизии

### Формирование
Сформирована в соответствии с императорским приказом от 1 августа 1874 г. 

В 1874 году из пятых батальонов кавказских полков и линейцев сформирована новая, 41-я пехотная дивизия.— Керсновский А. А. История Русской армии

### Боевые действия
Хорошая 41-я и превосходная 47-я пехотные дивизии имели многотрудные бои под Красником, Ивангородом, на Ниде, в отступлении 1915 года и в Брусиловское наступление (Бучач, Бобулинцы).— Керсновский А. А. История Русской армии
В июле 1915 г. сражалась на Висле.
Дивизия активно действовала в сражении у Бурканувского леса в конце июля 1916 г.
К январю 1918 года дивизия с приданной артиллерийской бригадой, находившиеся в составе 16-го армейского корпуса 8-й армии, были украинизированы. Приказано считать расформированной с 12 января 1918 года.

## Состав дивизии
- 1-я бригада (1903: Могилёв, 1913: Казань)
  - 161-й пехотный Александропольский полк
  - 162-й пехотный Ахалцыхский полк
- 2-я бригада (1903: Витебск, 1913: Симбирск)
  - 163-й пехотный Ленкоранско-Нашебургский полк
  - 164-й пехотный Закатальский полк
- 41-я артиллерийская бригада (1903: Витебск, 1913: Казань)

### Офицеры
| Описание           | Знаки различия по состоянию на 1904—1909 гг. | Знаки различия по состоянию на 1904—1909 гг. | Знаки различия по состоянию на 1904—1909 гг. | Знаки различия по состоянию на 1904—1909 гг. | Знаки различия по состоянию на 1904—1909 гг. | Знаки различия по состоянию на 1904—1909 гг. | Знаки различия по состоянию на 1904—1909 гг. | Знаки различия по состоянию на 1904—1909 гг.    |
| ------------------ | -------------------------------------------- | -------------------------------------------- | -------------------------------------------- | -------------------------------------------- | -------------------------------------------- | -------------------------------------------- | -------------------------------------------- | ----------------------------------------------- |
| Погоны 1-й бригады |                                              |                                              |                                              |                                              |                                              |                                              |                                              |                                                 |
| Описание           | Знаки различия по состоянию на 1904—1907 гг. | Знаки различия по состоянию на 1904—1907 гг. | Знаки различия по состоянию на 1904—1907 гг. | Знаки различия по состоянию на 1904—1907 гг. | Знаки различия по состоянию на 1904—1907 гг. | Знаки различия по состоянию на 1904—1907 гг. | Знаки различия по состоянию на 1904—1907 гг. | Знаки различия по состоянию на 1904—1907 гг.    |
| Погоны 2-й бригады |                                              |                                              |                                              |                                              |                                              |                                              |                                              |                                                 |
| Классный чин       | Полковник                                    | Подполко́вник                                 | Капитан                                      | Штабс-капитан                                | Пору́чик                                      | Подпору́чик                                   | Пра́порщик                                    | Зауряд-пра́порщик, произведённый из фельдфебелей |
| Группа             | Штаб-офицеры                                 | Штаб-офицеры                                 | Обер-офицеры                                 | Обер-офицеры                                 | Обер-офицеры                                 | Обер-офицеры                                 | Обер-офицеры                                 | Обер-офицеры                                    |

## Командование дивизии
(Командующий в дореволюционной терминологии означал временно исполняющего обязанности начальника или командира. Должности начальника дивизии соответствовал чин генерал-лейтенанта, и при назначении на эту должность генерал-майоров они оставались командующими до момента своего производства в генерал-лейтенанты).

### Начальники дивизии
- 28.09.1874 — хх.хх.1878 — генерал-лейтенант Оклобжио, Иван Дмитриевич
- до 01.05.1878 — 27.02.1883 — генерал-майор (с 13.12.1878 генерал-лейтенант) Алхазов, Яков Кайхосрович
- 27.02.1883 — 13.10.1885 — генерал-лейтенант Квитницкий, Леонид Ксенофонтович
- 22.10.1885 — 05.06.1891 — генерал-майор (с 30.08.1886 генерал-лейтенант) Шишкин, Александр Степанович
- 12.06.1891 — 17.05.1896 — генерал-лейтенант Невадовский, Иван Фёдорович
- 03.06.1896 — 26.08.1898 — генерал-лейтенант Эллис, Николай Вениаминович
- 26.09.1898 — 16.04.1903 — генерал-майор (с 06.12.1898 генерал-лейтенант Разгонов, Константин Иосифович
- 04.05.1903 — 04.06.1905 — генерал-майор (с 06.12.1903 генерал-лейтенант) Биргер, Александр Карлович
- 01.08.1905 — 27.02.1906 — командующий генерал-майор Четыркин, Николай Николаевич
- 03.03.1906 — 19.06.1910 — генерал-майор (с 06.12.1906 генерал-лейтенант) Подвальнюк, Николай Иванович
- 19.06.1910 — 16.11.1911 — генерал-лейтенант Свидзинский, Эдмунд-Леопольд Фердинандович
- 16.11.1911 — 22.10.1914 — генерал-лейтенант Язвин, Фёдор Константинович
- 22.10.1914 — 24.10.1915 — генерал-майор (с 28.05.1915 генерал-лейтенант) Широков, Виктор Павлович
- 30.10.1915 — 10.10.1917 — генерал-лейтенант Чагин, Владимир Александрович
- 10.10.1917 — хх.хх.хххх — командующий генерал-майор Тришатный, Константин Иосифович

### Начальники штаба
- 05.12.1874 — хх.хх.1878 — подполковник (с 13.04.1875 полковник) Филиппов, Владимир Николаевич
- 14.03.1878 — 19.05.1879 — полковник Андриевич, Владимир Константинович
- 04.09.1879 — 01.07.1882 — подполковник (с 12.04.1881 полковник) Потоцкий, Иван Платонович
- 01.07.1882 — 30.03.1884 — полковник Погорелов, Александр Фёдорович
- 30.03.1884 — 03.03.1894 — полковник Ремлинген, Арнольд Александрович
- 07.03.1894 — 28.04.1897 — полковник Кузичев, Николай Николаевич
- 09.05.1897 — 21.01.1898 — полковник Романов, Михаил Яковлевич
- 04.02.1898 — 05.05.1898 — полковник Покотило, Василий Иванович
- 20.06.1898 — 31.10.1899 — полковник Фёдоров, Михаил Фёдорович
- 21.12.1899 — 11.03.1902 — полковник Клодт, Эдуард Карлович
- 08.04.1902 — 16.04.1904 — полковник Родионов, Владимир Павлович
- 21.06.1904 — 05.05.1905[~ 1] — и. д. подполковник Мухин, Владимир Петрович
- 04.06.1905 — 05.11.1913 — полковник Зарин, Николай Дмитриевич
- 14.11.1913 — 28.02.1915 — полковник Михеев, Сергей Петрович[~ 2]
- 07.03.1915 — 03.11.1915 — полковник Георгиевский, Александр Герасимович
- 20.01.1916 — 28.09.1916 — полковник Виноградов, Пётр Иванович
- 11.10.1916 — 30.10.1916 — и. д. полковник Карлсон, Карл Карлович
- 06.12.1916 — 01.12.1917 — полковник барон Арпсгофен, Андрей Владимирович

### Командиры 1-й бригады
После начала Первой мировой войны в дивизии была оставлена должность только одного бригадного командира, именовавшегося командиром бригады 41-й пехотной дивизии.
- 28.09.1874 — 07.04.1877 — полковник (с 30.08.1875 генерал-майор) Цытович, Эраст Степанович
- 07.04.1877 — 21.01.1878[~ 3] — генерал-майор Шелеметьев, Николай Васильевич
- 18.02.1878 — после 25.11.1878 — генерал-майор Нурид, Александр Александрович
- 31.12.1878 — 02.09.1882 — генерал-майор Рыдзевский, Георгий Николаевич
- 07.10.1882 — 13.04.1883 — генерал-майор Родионов, Николай Петрович
- 22.07.1883 — 26.12.1892 — генерал-майор Драгат, Людомир Иосифович
- 26.12.1892 — 20.06.1894 — генерал-майор Погорелов, Александр Фёдорович
- 21.06.1894 — 13.09.1899 — генерал-майор Фурсов, Дмитрий Семёнович
- 01.10.1899 — 15.02.1900 — генерал-майор Стахиев, Пётр Александрович
- 15.02.1900 — до 07.12.1902[~ 4] — генерал-майор Феттер, Евгений Викторович
- 18.12.1902 — 16.06.1906 — генерал-майор Эллиот, Фридрих Иванович
- 13.07.1906 — 02.07.1907 — генерал-майор Аврамов, Дмитрий Иванович
- 06.07.1907 — 24.07.1908 — генерал-майор Ягимовский, Фердинанд-Иван Августинович
- 04.08.1908 — 31.10.1908 — генерал-майор Томашевский, Макарий Петрович
- 11.12.1908 — 31.03.1912 — генерал-майор Гаврилов, Александр Петрович
- 31.03.1912 — 17.11.1912 — генерал-майор Кучин, Николай Петрович
- 17.11.1912 — 01.11.1913 — генерал-майор Попов, Иван Иванович
- 05.11.1913 — 13.07.1916 — генерал-майор Шольп, Александр Густавович
- 15.08.1916 — 21.03.1917 — генерал-майор Пержхайло, Августин Антонович
- 31.03.1917 — 12.07.1917 — генерал-майор Николаев, Алексей Иванович
- 22.08.1917 — хх.хх.хххх — командующий полковник Кривдин, Филипп Васильевич

### Командиры 2-й бригады
- 28.09.1874 — хх.05.1878 — генерал-майор Денибеков, Александр Яковлевич
- 06.05.1878 — 31.12.1878 — генерал-майор Рыдзевский, Георгий Николаевич
- 04.02.1879 — 13.07.1882 — генерал-майор Рар, Герман Ермолаевич
- 02.09.1882 — 03.06.1883 — генерал-майор Дове, Константин Егорович
- 22.07.1883 — 31.05.1884 — генерал-майор Божерянов, Александр Михайлович
- 30.06.1884 — 27.05.1888 — генерал-майор Озеров, Алексей Фёдорович
- 30.05.1888 — 07.10.1899 — генерал-майор Цурмилен, Александр Андреевич
- 24.10.1899 — 22.11.1902 — генерал-майор Михаэль, Николай Иванович
- 01.12.1902 — 18.07.1905 — генерал-майор Флейшер, Рафаил Николаевич
- 28.07.1905 — 01.11.1908[~ 5] — генерал-майор Криницкий, Николай Иванович
- 24.11.1908 — 02.04.1910 — генерал-майор Вальберг, Иван Иванович
- 02.04.1910 — 23.07.1911 — генерал-майор Михелис (Михелис де Гениг), Евгений Михайлович
- 05.08.1911 — 19.07.1914 — генерал-майор Барановский, Лев Степанович

### Командиры 41-й артиллерийской бригады
Сформирована 1 ноября 1864 г., как 4-я резервная артиллерийская бригада. С 27 августа 1874 г. — 41-я артиллерийская бригада.
- 11.01.1871[~ 6] — 06.10.1876 — полковник (с 30.08.1874 генерал-майор) Володимиров, Александр Николаевич
- 06.10.1876 — хх.хх.1879 — полковник (с 06.04.1878 генерал-майор) Филимонов, Алексей Семёнович
- 29.07.1879 — 27.05.1882 — полковник Скворцов, Александр Николаевич
- хх.05.1882 — хх.07.1882 — генерал-майор Вержбицкий, Антоний Иванович
- 20.08.1882 — хх.05.1887 — полковник (с 15.05.1883 генерал-майор) Лодыгин, Михаил Фёдорович
- 01.06.1887 — 10.02.1890 — генерал-майор Арсеньев, Дмитрий Гаврилович
- 10.02.1890 — 12.02.1894[~ 7] — генерал-майор Тыртов, Николай Петрович
- 03.03.1894 — 22.04.1899[~ 8] — генерал-майор Лысенко, Василий Васильевич
- 14.06.1899 — 04.09.1903 — генерал-майор Емельянов, Ариан Алексеевич
- 04.09.1903 — 13.08.1905 — полковник (с 06.12.1903 генерал-майор) Мингин, Иосиф Феликсович
- 23.08.1905 — 18.04.1907 — полковник (с 06.12.1906 генерал-майор) Туцевич, Владимир Казимирович
- 12.05.1907 — 16.12.1908 — полковник (с 31.05.1907 генерал-майор) Грумм-Гржимайло, Михаил Ефимович
- 16.01.1909 — 27.04.1910 — генерал-майор Чепурнов, Григорий Фёдорович
- 27.04.1910 — 27.04.1912 — генерал-майор Ляшенко, Николай Михайлович
- 19.05.1912 — 12.05.1916 — генерал-майор Ефтин, Павел Степанович
- 12.05.1916 — хх.хх.хххх — генерал-майор Подгорецкий, Леонид Гаврилович

## Комментарии
1. ↑  Умер от ран, полученных в сражении при Мукдене. Высочайшим приказом от 05.05.1905 исключен из списков умершим.
2. ↑  На странице Михеев Сергей Петрович. // Проект «Русская армия в Великой войне». сказано, что Михеев начальником дивизионного штаба был 1 год 3 месяца, к 9 марта 1915 года он уже был командиром 161-го пехотного Александропольского полка (см.: Шабанов В. М. Военный орден Святого Великомученика и Победоносца Георгия. Именные списки 1769—1920. Биобиблиографический справочник. — М., 2004. — С. 646.)
3. ↑  Умер от ран, полученных в ходе русской-турецкой войны в бою при Цихисдзири. Высочайшим приказом от 18.02.1878 исключен из списков умершим.
4. ↑  Дата исключения из списков умершим, скончался несколько ранее этой даты.
5. ↑  Умер в должности. Высочайшим приказом от 19.11.1908 исключен из списков умершим.
6. ↑  До 27.08.1874 — как командир 4-й резервной арт. бригады,
7. ↑  Умер в должности. Высочайшим приказом от 01.03.1894 исключен из списков умершим.
8. ↑  Умер в должности. Высочайшим приказом от 05.05.1899 исключен из списков умершим.